# Maria Assunta Accili
Maria Assunta Accili (L'Aquila, 16 novembre 1955) è un'ambasciatrice italiana.

## Biografia
Nata all'Aquila nel 1955 da Achille Accili, senatore della Repubblica, e Maria Castellani, si laureò in scienze politiche all'Università degli Studi di Roma "La Sapienza" nel 1979, conseguendo poi un diploma post laurea al Collegio d'Europa di Bruges. È sposata con Paolo Sabbatini, venendo per questo a volte citata con il doppio cognome Accili Sabbatini.
Entrò nel servizio diplomatico nel 1980 e venne assegnata con vari incarichi all'estero alle ambasciate d'Italia a Rabat, a Pechino come prima segretaria e a Islamabad come consigliere vicaria del capo missione e alla Rappresentanza Permanente d'Italia a Parigi; venne poi nominata nel 1998 consigliere d'ambasciata e fu capo della delegazione diplomatica speciale a Taipei, incarico ricoperto dal 2003 al 2007. In Italia, al Ministero degli affari esteri e della cooperazione internazionale, prestò servizio presso il dipartimento per la Cooperazione allo Sviluppo, la direzione generale delle Relazioni Culturali, all'ispettorato e al commissariato generale per l'Expo Universale di Shanghai 2010.
Nel 2012 venne nominata ambasciatrice d'Italia a Budapest; nel novembre del 2016 fu nominata Rappresentante Permanente d'Italia a Vienna, incarico che ricoprì fino al 2019.